# Hypogeococcus gilli
Hypogeococcus gilli är en insektsart som beskrevs av Miller 1983. Hypogeococcus gilli ingår i släktet Hypogeococcus och familjen ullsköldlöss.
Artens utbredningsområde är Costa Rica. Inga underarter finns listade i Catalogue of Life.